# Georg Ignaz von Tattenbach
Georg Ignaz Graf von Tattenbach († 1734) war Generalwachtmeister von Kurfürst Maximilian II. Emanuel und kaiserlicher Festungskommandant von Braunau am Inn. Er stammte aus dem altbayerischen Adelsgeschlecht der Tattenbach, das  vom Mittelalter bis zum Beginn des 19. Jahrhunderts eine bedeutende Rolle in Bayern spielte und Liegenschaften im gesamten deutschen Sprachraum besaß.

## Herkunft
Seine Eltern waren Georg Siegmund von Tattenbach (* 17. Februar 1628; † 25. Februar 1686) und dessen Ehefrau Maria Anna Franziska von Gera († 18. Mai 1710). Sein Bruder Georg Ernst fiel 1716 als Oberstleutnant vor Temeschwar.

## Leben
Im Jahr 1682 kommt er als Hauptmann in das neu errichtete Infanterieregiments Rivera. Dort wurde er 1685 Oberstleutnant und 1695 Oberst des Regiments. Am 14. September 1702 wir er zum kurbayerischer Generalwagenmeister ernannt.
Am 8. September 1702 begann Kurfürst Max Emanuel den Krieg gegen Kaiser Leopold I., indem er die Reichsstadt Ulm im Handstreich nehmen ließ. Die bayerische Armee rückte in Oberschwaben ein und besetzte am 1. Oktober 1702 die Reichsstadt Memmingen. Christian Probst erwähnt Generalwachtmeister Georg Ignaz Graf von Tattenbach in seiner Darstellung des bayerischen Volksaufstandes zum ersten Mal im Zusammenhang mit der Eroberung des Innviertels im Frühjahr 1703. Seit Anfang Mai 1703 stand General Tattenbach mit nur etwa 1.600 Mann bei Schärding, um Feldmarschallleutnant Leopold Graf Schlick zu beobachten. Dieser ließ von Passau aus eine Kavallerie auf bayerisches Gebiet ausschwärmen, wo sie mit den Landfahnen einen Kleinkrieg führte und das Land ausraubte. Ende Juli 1703 wurde Graf Schlick von Kaiser Leopold I. mit einem Teil seines Korps zur Bekämpfung des ungarischen Aufstandes abberufen und durch Feldmarschallleutnant Christian Graf Raventlau (Reventlow) ersetzt.
Im Februar 1704 fiel Tattenbach noch einmal in Oberösterreich ein, um die ausstehenden Brandschatzungen gewaltsam zu vollstrecken, wurde aber von kaiserlichen Truppen und Landaufgeboten in mehrere Gefechte verwickelt, und, als darauf ein allgemeiner Aufruhr der Bevölkerung gegen die Eindringlinge ausbrach, zum Rückzug gezwungen.
Nach der Niederlage Bayerns trat Tattenbach in kaiserliche Dienste über und wurde Festungskommandant von Braunau am Inn. Während des Volksaufstandes verteidigte er die Stadt gegen die Rebellen, musste sie ihnen jedoch später übergeben und wurde von ihnen längere Zeit gefangen gehalten.
Christian Probst berichtet weiter, dass der ehemalige bayerische Generalwachtmeister im Sommer 1705 in Ingolstadt ein Regiment mit etwa 500 Mann aufstellte. In Ingolstadt lagen zur gleichen Zeit ein Bataillon von Oberst de Wendt mit 400 und zwei Bataillone der fränkischen Kreisregimenter Hohenzollern und Tucher mit 1.000 Mann. In Landsberg und Friedberg lagen zusammen 200 Mann, in Wasserburg 100 Mann vom Regiment Harrach. Somit war die Infanterie im Rentamt München 4.000 Mann stark.
Ab 14. November 1705 war die Festung Braunau eingeschlossen. Die Verhältnisse waren für die Verteidigung ungünstig. Die Befestigung war zwar noch vorhanden, doch hatte man mit ihrer Schleifung, die der Vertrag von Ilbesheim verlangte, bereits begonnen. Hierzu waren 100 Bergknappen aus Hall in Tirol in die Stadt geholt worden. Festungskommandant Graf Tattenbach hatte von seiner Besatzung am 11. November 1705 drei Kompanien Infanterie-Rekruten und fünf Regimentsstücke an den Obersten de Wendt abgegeben. Taten die Kavalleristen nur unwillig Dienst auf den Wällen, so zeigten die Bürger gar keine Neigung, die Stadt gegen die Rebellen zu verteidigen. Laut Christian Probst sympathisierten sie mit den Aufständischen.
Als Graf Tattenbach am 14. November 1705 die erste Aufforderung zur Übergabe der Stadt Braunau erhielt, wies er sie mit den Worten zurück, es sei nicht gebräuchlich, eine Festung mit Prügeln, Stangen und Spießen zu belagern. Am 16. November erklärte die Bürgerschaft dem Kommandanten Tattenbach frei heraus, dass eine längere Verteidigung unmöglich sei. Die Kunde von der bevorstehenden oder erfolgten Übergabe Burghausens war bereits zu diesem Zeitpunkt in die Stadt gedrungen, weshalb die Bürger Tattenbach aufforderten, auch Braunau zu übergeben. Tattenbach lehnte dieses Verlangen schroff ab und zerriss das Schreiben der Bürgervertreter vor deren Augen. Am 17. Dezember erschienen die Bürger erneut vor Tattenbach; sie forderten jetzt Mehl aus dem Armeedepot und Befreiung von der Einquartierung der Soldaten und deren Weibern, die sie mit ihren Forderungen belästigten.
Am 26. November 1705 gelang es der Belagerungsbatterie von Simbach, die die ganzen Tage mit glühenden Kugeln geschossen hatte, in der Stadt eine große Feuersbrunst auszulösen. Sieben Häuser neben der Spitalskirche, fünf Stadel und die Kaserne gerieten in Brand. Tattenbach begab sich selbst zur Brandstätte, um die Löscharbeiten zu beaufsichtigen. Er fand dort einen Haufen höchst aufgeregter Bürger vor, von denen ihn zwei ergriffen und ins Feuer zu werfen suchten. Er wurde von zwei Lakaien befreit und suchte zu entkommen, wurde aber von mehreren Bürgern festgehalten; diese schrien „Schlagt tot den Hund!“ und wollten ihn mit Hacken erschlagen. Schließlich kam Bürgermeister Franz Dürnhardt mit dem Postmeister von Braunau dazu und beschwor Tattenbach zu kapitulieren, wenn er und die Garnison am Leben bleiben wollten. Darauf willigte Tattenbach ein und ließ Chamade schlagen, das Trommelsignal, das dem Gegner die Kapitulation ankündigt.
Am 20. Dezember 1705 wurde der Aufständische Matthias Kraus von der Administration zum Tode verurteilt. Kraus wurde nach Ingolstadt gefahren und im Bürgertum festgehalten. Er schlug den Offizieren vor, man solle ihn gegen Generalwachtmeister Graf von Tattenbach in Braunau austauschen, was jedoch zurückgewiesen wurde.
Anfang des Jahres 1706 erfuhr zunächst die Regierung in Burghausen vom Nahen der kaiserlichen Truppen. Sie teilte dies umgehend dem Landesdefensionskongress mit und stellte ihm anheim, die nötigen Maßnahmen einzuleiten. Der Kongress trat sofort zusammen, und die Abgeordneten, denen laut Christian Probst doch angst und bang wurde, nahmen den Antrag Prielmayrs an, den Erzbischof von Salzburg um Friedensvermittlung zu bitten. Außerdem bat der Kongress den in Braunau noch gefangen gehaltenen Grafen Tattenbach, an Generalwachtmeister Freiherr von Kriechbaum zu schreiben, er möge sich der Feindseligkeiten enthalten. Tattenbach übergab noch am selben Abend Georg Sebastian Plinganser den Brief, den dieser jedoch zurückhielt.
Graf Tattenbach wurde am 11. Januar 1706 auf Beschluss des Landesdefensionskongresses entlassen. Tattenbach schrieb an Kriechbaum, es würden gerade Friedensverhandlungen aufgenommen, weshalb er vorläufig seine Feindseligkeiten einstellen solle. Kriechbaum lehnte das Ersuchen ab.
Tattenbach wurde 1710 spanisch-habsburgischer Feldmarschalleutnant und am 1. Oktober 1723 kaiserlicher Feldzeugmeister. Er stand in Italien und war Kommandant der Festung Gaeta, bis diese 1734 von den Spaniern erobert wurde.
Tattenbach heiratete im Jahr 1697 die Schwester des Don Juan Michael de Iñiques aus der Provinz Aragon.